# Тохма
Тохма́ (тур. Tohma Çayı) — река в турецких илах Малатья и Сивас, правый приток Евфрата. Правая составляющая реки берёт исток восточнее города Гюрюн. Первоначально течёт на восток, у Гюрюна поворачивает на юго-восток. У города Даренде поворачивает на восток, принимает левую составляющую Айвалытохма (Ayvalıtohma Çayı), которая берёт исток к югу от Улаша. Впадает в водохранилище Каракая, южнее города Языхан и севернее города Малатья.

## ГЭС Хаджилар
ГЭС Хаджилар (Hacılar HES) расположена у города Даренде. Установленная мощность 14 МВт. Годовой отпуск электроэнергии составляет 90 ГВт⋅ч. ГЭС имеет 2 гидроагрегата. ГЭС введена в эксплуатацию в июне 2003 года. Управляет ГЭС компания «Билгин Энерджи» (Bilgin Enerji).

## ГЭС Гюдюль
ГЭС Гюдюль (Güdül HES) расположена у города Даренде. Установленная мощность 7,24 МВт. Управляет ГЭС компания «Каньон Энерджи» (Kanyon Enerji).

## Плотина Медик
Ирригационная плотина Медик (Medik Barajı) высотой 43 м введена в эксплуатацию в 1975 году. Объём водохранилища 22 млн м³. Эксплуатирующая организация — Главное управление государственных гидротехнических сооружений Турции (DSİ), связанное с министерством сельского и лесного хозяйства.

## ГЭС Тохма
ГЭС Тохма (Tohma HES) расположена ниже плотины Медик, у города Малатья. Установленная мощность 12,5 МВт. ГЭС имеет 2 гидроагрегата. ГЭС введена в эксплуатацию в 1998 году.